# Rodrigo Gral
Rodrigo Gral (21 de febrero de 1977) es un exfutbolista brasileño que se desempeñaba como delantero.
Jugó para clubes como el Grêmio, Juventude, Flamengo, Sport Recife, Júbilo Iwata, Yokohama F. Marinos, Omiya Ardija, Al-Sadd, Bahia y Chapecoense.

## Trayectoria

### Clubes
| Club                   | País      | Año         |
| ---------------------- | --------- | ----------- |
| Grêmio                 | Brasil    | 1995 - 2001 |
| Juventude              | Brasil    | 1998        |
| Flamengo               | Brasil    | 2000 - 2001 |
| Sport Recife           | Brasil    | 2001        |
| Júbilo Iwata           | Japón     | 2002 - 2005 |
| Yokohama F. Marinos    | Japón     | 2005        |
| Omiya Ardija           | Japón     | 2006        |
| Al-Khor                | Catar     | 2007 - 2009 |
| Al-Sadd                | Catar     | 2009        |
| Bahia                  | Brasil    | 2010        |
| Santa Cruz             | Brasil    | 2011        |
| Brunei DPMM FC         | Brunéi    | 2012        |
| Hercílio Luz           | Brasil    | 2012        |
| Chapecoense            | Brasil    | 2012 - 2014 |
| Juventus               | Brasil    | 2014        |
| Gama                   | Brasil    | 2015        |
| Concórdia              | Brasil    | 2015        |
| Operário               | Brasil    | 2016        |
| FC Djursland           | Dinamarca | 2016        |
| Igrejinha              | Brasil    | 2017        |
| Operário Futebol Clube | Brasil    | 2017-2018   |

## Selección nacional
Disputó el Campeonato Sudamericano Sub-20 de 1999 con Brasil. Sin embargo al año siguiente se supo que su participación en dicho torneo había sido ilegal, ya que Gral había adulterado su documentación para restarse dos años de edad.